# Jalaun
Jalaun è una suddivisione dell'India, classificata come municipal board, di 50.033 abitanti, situata nel distretto di Jalaun, nello stato federato dell'Uttar Pradesh. In base al numero di abitanti la città rientra nella classe II (da 50.000 a 99.999 persone).

## Geografia fisica
La città è situata a 26° 8' 42 N e 79° 20' 12 E e ha un'altitudine di 144 m s.l.m..

## Società

### Evoluzione demografica
Al censimento del 2001 la popolazione di Jalaun assommava a 50.033 persone, delle quali 26.672 maschi e 23.361 femmine. I bambini di età inferiore o uguale ai sei anni assommavano a 7.693, dei quali 4.124 maschi e 3.569 femmine. Infine, coloro che erano in grado di saper almeno leggere e scrivere erano 31.922, dei quali 19.181 maschi e 12.741 femmine.